# 新大工町停留場
新大工町停留場（日语：／ Shindaiku-machi teiryūjō */?），又稱諏訪神社電車站，是位於長崎縣長崎市出來大工町，長崎電氣軌道螢茶屋支線的電車站。車站編號為40。

## 歷史
新大工町停留場在1934年（昭和9年）12月啟用。與馬町至螢茶屋之間同日開通。

### 年表
- 1934年（昭和9年）12月20日 - 電車站啟用[2]。
- 1962年（昭和37年）7月8日 - 螢茶屋車廠的360形電車（日语：長崎電気軌道360形電車）363號逃離車廠，與此電車站停站的365號發生追衝[4]，造成12人死傷[5]。363號和365號的車輛嚴重損傷，但是由於車輛為新車，因此經過修理後再次營業[6]。
- 1969年（昭和44年）12月3日 - 設置行人天橋[7]。
- 2019年（平成31年）2月23日 - 設置行人過路處[8]。

## 電車站構造

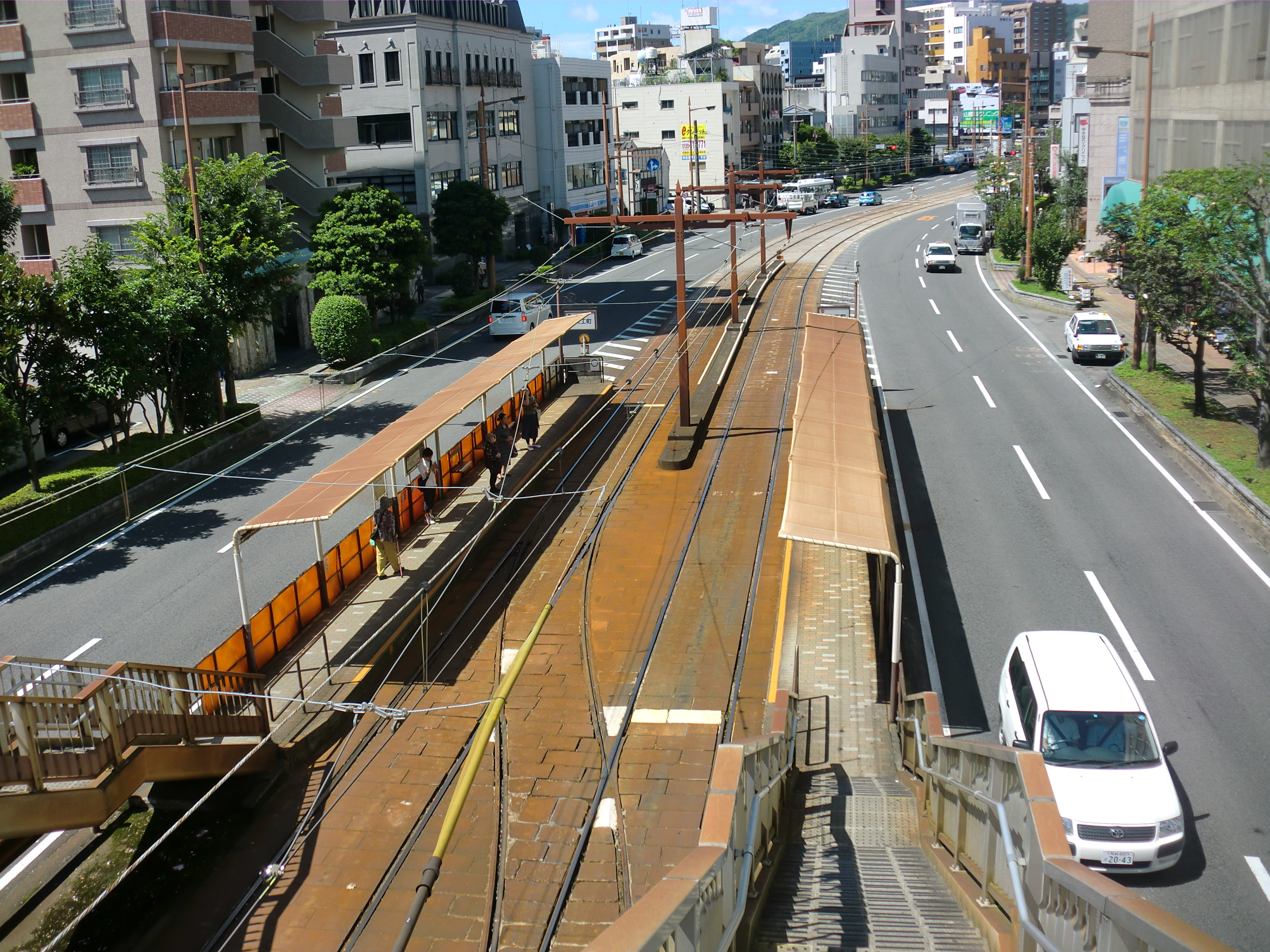
設置行人過路處前的電車站（2015年9月）

電車站是建造在共用行車道上。電車站設有2面2線的低地台相對式月台。北邊為螢茶屋方向月台，南邊為西濱町、長崎站前方向月台。原本月台出入口只連接行人天橋，後來由於無障礙化，於2019年（平成31年）2月起設置行人過路處和交通燈。在行人天橋一端連接電車站旁的長崎玉屋百貨店二樓（1969年啟用，2014年結業），另一端連接多層停車場。
行人天橋在玉屋大廈拆毀時同時撤走，在重建完成後再次設置行人天橋，該天橋設有升降機。
在螢茶屋一方設有渡線，但是沒有電車使用。

### 運行系統
此電車站是螢茶屋支線電車站之一。當中2、3、4、5系統駛入該電車站。

## 使用狀況
根據「長崎電軌」的調査，以下為1日的上下車人次資料。
- 1998年 - 5,970人[1]
- 2015年 - 3,700人[15]

## 電車站周邊
電車站鄰近新大工町的商店街。商店街成為了諏訪神社的門前町。
- 長崎大學片淵校園（經濟學系） - 此電車站前往後門比較方便，如果前往正門的話，在諏訪神社停留場下車前往比較方便。
- 龍馬的靴子像（日语：龍馬のぶーつ像）、龜山社中紀念館 - 均距離電車站15分鐘步程。

## 相鄰電車站
長崎電氣軌道
螢茶屋支線（□2號系統、■3號系統、■4號系統、■5號系統）
諏訪神社（39）－新大工町（40）－新中川町（41）
- 在1944年（昭和19年）前，此電車站與新中川町停留場之間曾設有櫻馬場町停留場。

## 注腳
1. 1 2 3  田栗 & 宮川 2000，第74–75頁.
2. 1 2 3  今尾 2009，第58頁.
3. ↑  100年史，第129頁.
4. ↑  100年史，第139頁.
5. ↑  田栗 & 宮川 2000，第195頁.
6. 1 2 3 4 5  田栗 2005，第85頁.
7. ↑  20年の歩み，第146頁.
8. 1 2  . 長崎市ウェブサイト. 2019-02-25  [2019-07-27]. （原始内容存档于2019-07-26） （日语）.
9. 1 2  100年史，第130頁.
10. 1 2  川島 2013，第48頁.
11. ↑  川島 2007，第122頁.
12. ↑  . 長崎新聞社. 2019-02-12  [2019-08-31] （日语）.
13. ↑  . 2019-07-13  [2021-10-12]. （原始内容存档于2019-09-04） （日语）.
14. ↑  . 長崎市.   [2019-09-04]. （原始内容存档于2019-09-04） （日语）.
15. ↑  100年史，第125頁.
16. ↑  100年史，第126頁.